# Roodkruinral
De roodkruinral (Rufirallus viridis synoniemen: Laterallus viridis en Anurolimnas viridis) is een vogel uit de familie van de Rallen, koeten en waterhoentjes (Rallidae).

## Verspreiding en leefgebied
Deze soort komt voor in het Amazonebekken en telt twee ondersoorten:
- R. v. brunnescens: noord-centraal Colombia.
- R. v. viridis: oostelijk Colombia en van zuidelijk Venezuela via de Guiana's en Brazilië tot oostelijk Peru en noordelijk Bolivia.